# Peder Pedersen (cykelrytter)
 For alternative betydninger, se Peder Pedersen. (Se også artikler, som begynder med Peder Pedersen)
Peder Pedersen (født 3. november 1945, Nørre Nærå ved Otterup på Fyn, død 10. januar 2015) var en dansk cykelrytter. I 15 år var han formand for Danmarks Cykle Union.

## Cykelsport

### Amatørkarriere
Peder Pedersens første sejr var det fynske meterskab i sprint i 1963. Han vandt sit første danske mesterskab i sprint i 1964. Han vandt i alt ti danske mesterskaber i sin amatørkarriere frem til og med 1973, deraf syv i sprint, mens to var i 1000 m forfølgelsesløb og en enkelt i holdforfølgelsesløb.
Han deltog i tre olympiske lege, første gang i 1964 i Tokyo, hvor han stillede op i sprint, hvor han nåede anden runde. Ved OL 1968 i Mexico City vandt han sit indledende heat i sprint, men blev derpå slået ud i anden runde. Dette år stillede han også op i holdforfølgelsesløbet, hvor han var reserve på holdet som ellers bestod af Gunnar Asmussen, Per Lyngemark, Reno Olsen og Mogens Frey. Pedersen kørte semifinalen som erstatning for Lyngemark, og her vandt danskerne over Sovjetunionen og kvalificerede sig dermed til finalen. Her var Lyngemark tilbage på holdet, og danskerne lå hele vejen et stykke efter modstanderne fra Vesttyskland. Efter ni af de tolv omgange var danskerne reduceret til tre ryttere, men fortsatte, og på sidste omgang mistede tyskerne også en rytter. Imidlertid berørte den udgående rytter tilsyneladende en af de andre ryttere og gav ham et puf, hvilket betød, at skønt tyskerne vandt løbet klart, blev de diskvalificeret, så Danmark vandt guldet. Efter flere protester fik Vesttyskland sølvet, mens Italien, som sejrede i kampen om tredjepladsen, fik bronze.
Han havde sin bedste periode som amatør omkring 1970, hvor han ved VM i 1969 vandt bronze i sprint og året efter sølv i sprint, mens han i 1971 vandt VM-sølv i 1000 m forfølgelsesløb.
Peder Pedersen deltog sidste gang i OL i 1972 i München, hvor han efter at have været dansk flagbærer ved åbningsceremonien igen deltog i sprint. Her nåede han ottendedelsfinalen.

### Professionel karriere
I 1974 blev han professionel og indledte med at vinde DBC's Grand Prix for i sprint. Samme år satte han verdensrekord i 1000 meter og blev verdensmester i sprint. Han vandt VM-sølv i sprint i 1975. Det aktive karriere varede til og med 1977.

### Træner
Fra 1977 og frem til 1992 var Peder Pedersen landstræner for baneholdet.

### Organisation
Fra 1990 og 15 år frem december 2005 var Peder Pedersen formand for Danmarks Cykle Union (DCU). I sin formandstid stod der en kamp mod doping. I den forbindelse skrev han et brev til Danmarks Idræts-Forbund (DIF) om, at DCU's bestyrelse ikke stolede på Bo Hamburger, efter denne havde fået målt en høj hæmatokritværdi. Derfor ønskede DCU ikke at tage ansvaret for at sende ham til OL 2004 i Athen, men DIF sendte alligevel Bo Hamburger til OL. Bo Hamburger blev aldrig testet positiv for EPO eller lignende, men har i sin selvbiografi indrømmet brug af doping.
I januar 2005 blev han valgt ind i bestyrelsen for for Den Internationale Cykle Union (UCI). Her fortsatte han kampen mod doping, bl.a. gennem sit medlemskab af bestyrelsen i UCI Anti-Doping Foundation, som blev skabt i marts 2008. I et interview i marts 2009 udtalte Peder Pedersen, at han fandt posten som vicepræsident i UCI interessant.

## Civil karriere
Peder Pedersen blev i 1967 ansat ved politiet i Gentofte. Han flyttede i denne forbindelse fra Fyn til Sjælland og arbejdede som politimand, samtidig med at han cyklede. Han er senere blevet vicepolitiinspektør og leder af færdselspolitiet på Fyn. I denne egenskab blev han ofte nævnt i medierne, f.eks. da han kritiserede motionscyklister efter en ulykke ved et fynsk cykelløb.
De sidste år var han plaget af sygdom, og han døde 10. januar 2015.